# Jeffrey Leiwakabessy
Jeffrey Leiwakabessy (Elst, 23 februari 1981) is een Nederlands voormalig profvoetballer van Molukse afkomst die bij voorkeur als linksback of als linker centrale verdediger speelde. Hij kwam van 1998 tot en met 2017 uit voor N.E.C., Alemannia Aachen, Anorthosis Famagusta en VVV Venlo.

## Clubcarrière

### N.E.C.
Bij de amateurs speelde hij voor SC Elistha in Elst; zijn profcarrière is hij begonnen bij NEC. 'Leiwa', zoals hij door fans wordt genoemd, doorliep de jeugdopleiding van NEC en debuteerde in 1998 in het eerste elftal. Hij speelde acht seizoenen lang voor N.E.C. en kwam daarin tot 149 duels. In 2006 besloot hij om zijn aflopende contract niet te verlengen en te wachten op een grotere club, na de geruchten dat er interesse was van onder andere Ajax, Feyenoord en PSV.

### Alemannia Aachen
Uiteindelijk koos hij voor de Duitse club Alemannia Aachen, dat net was gepromoveerd naar de Bundesliga, de hoogste Duitse competitie. Zijn komst mocht niet baten; Aachen degradeerde aan het eind van het seizoen 2006/2007 weer naar de tweede Bundesliga. In Duitsland kwam hij tot zestig wedstrijden in de competitie.

### Anorthosis Famagusta
Op 20 juni 2008 werd bekend dat hij Alemannia Aachen verruilde voor een avontuur in Cyprus, waar hij ging spelen voor Anorthosis Famagusta. Hiermee wist hij in het seizoen 2008/2009 de groepsfase van de Champions League te behalen. Leiwakabessy speelde in vier seizoenen zeventien wedstrijden in de Champions League en de Europa League tegen (toen nog) internationale grootheden zoals Internazionale, Werder Bremen en CSKA Moskou.

### VVV Venlo
Op 4 januari 2012 werd bekend dat hij tot het einde van het seizoen deel uitmaakt van de selectie van VVV-Venlo. Ook in het seizoen 2012/13 speelde hij in Venlo. Uiteindelijk speelde hij anderhalf jaar voor de Limburgers in de Eredivisie, alvorens hij terugging naar zijn oude liefde.

### N.E.C.
Vanaf de voorbereiding voor het seizoen 2013/14 trainde hij bij NEC en op 15 oktober 2013 tekende hij een contract tot het einde van het seizoen 2013/14. Het seizoen verliep echter rampzalig. Op zondag 11 mei 2014 degradeerde hij met NEC naar de Eerste divisie, nadat Sparta Rotterdam in de play-offs over twee wedstrijden te sterk bleek voor de ploeg van coach Anton Janssen. In het seizoen 2014/15 was Leiwakabessy opnieuw basisspeler, niet meer als linksback maar als linker centrale verdediger. Hij speelde 32 van de 38 wedstrijden in de Jupiler League en speelde ook mee toen op vrijdag 3 april 2015 NEC kampioen van de Eerste divisie door een 1-0-overwinning op datzelfde Sparta dat N.E.C. een jaar geleden liet degraderen.
Leiwakabessy verlengde zijn contract voor één seizoen en was als 34-jarige reserve met name belangrijk in de kleedkamer en was op die manier belangrijk voor het team. Op 21 maart 2016 maakte N.E.C. bekend nog een seizoen verder te gaan met hem, tot medio 2017. Leiwakabessy kondigde in maart 2017 aan dat hij na afloop van het seizoen ging stoppen als speler om een functie te gaan vervullen in zowel de technische staf als de jeugdopleiding van de club. Op 28 mei 2017 degradeerde Leiwakabessy in zijn afscheidswedstrijd met N.E.C. naar de Eerste divisie. Hij zat het gehele duel op de bank.

## Clubstatistieken
| Seizoen         | Club                 | Competitie      | Competitie | Competitie | Beker | Beker | Internationaal | Internationaal | Overig | Overig | Totaal | Totaal |
| Seizoen         | Club                 | Competitie      | Wed.       | Dlp.       | Wed.  | Dlp.  | Wed.           | Dlp.           | Wed.   | Dlp.   | Wed.   | Dlp.   |
| --------------- | -------------------- | --------------- | ---------- | ---------- | ----- | ----- | -------------- | -------------- | ------ | ------ | ------ | ------ |
| 1998/99         | N.E.C.               | Eredivisie      | 2          | 0          | 1     | 0     | 0              | 0              | 0      | 0      | 3      | 0      |
| 1999/00         | N.E.C.               | Eredivisie      | 5          | 0          | 2     | 0     | 0              | 0              | 0      | 0      | 7      | 0      |
| 2000/01         | N.E.C.               | Eredivisie      | 14         | 0          | 3     | 0     | 0              | 0              | 0      | 0      | 17     | 0      |
| 2001/02         | N.E.C.               | Eredivisie      | 25         | 0          | 2     | 0     | 0              | 0              | 0      | 0      | 27     | 0      |
| 2002/03         | N.E.C.               | Eredivisie      | 23         | 0          | 2     | 0     | 0              | 0              | 0      | 0      | 25     | 0      |
| 2003/04         | N.E.C.               | Eredivisie      | 24         | 0          | 2     | 0     | 2              | 0              | 0      | 0      | 28     | 0      |
| 2004/05         | N.E.C.               | Eredivisie      | 25         | 0          | 1     | 0     | 0              | 0              | 0      | 0      | 26     | 0      |
| 2005/06         | N.E.C.               | Eredivisie      | 31         | 0          | 4     | 0     | 0              | 0              | 4      | 0      | 39     | 0      |
| Club totaal     | Club totaal          | Club totaal     | 149        | 0          | 17    | 0     | 2              | 0              | 4      | 0      | 172    | 0      |
| 2006/07         | Alemannia Aachen     | Bundesliga      | 34         | 0          | 4     | 0     | 0              | 0              | 0      | 0      | 38     | 0      |
| 2007/08         | Alemannia Aachen     | 2. Bundesliga   | 26         | 0          | 3     | 0     | 0              | 0              | 0      | 0      | 29     | 0      |
| Club totaal     | Club totaal          | Club totaal     | 60         | 0          | 7     | 0     | 0              | 0              | 0      | 0      | 67     | 0      |
| 2008/09         | Anorthosis Famagusta | A Divizion      | 0          | 0          | 0     | 0     | 12             | 0              | 0      | 0      | 12     | 0      |
| 2009/10         | Anorthosis Famagusta | A Divizion      | 24         | 1          | 0     | 0     | 0              | 0              | 0      | 0      | 24     | 1      |
| 2010/11         | Anorthosis Famagusta | A Divizion      | 23         | 1          | 0     | 0     | 4              | 0              | 5      | 0      | 32     | 1      |
| 2011/12         | Anorthosis Famagusta | A Divizion      | 8          | 0          | 0     | 0     | 3              | 0              | 0      | 0      | 11     | 0      |
| Club totaal     | Club totaal          | Club totaal     | 55         | 2          | 0     | 0     | 19             | 0              | 5      | 0      | 79     | 2      |
| 2011/12         | VVV-Venlo            | Eredivisie      | 17         | 0          | 0     | 0     | 0              | 0              | 4      | 0      | 21     | 0      |
| 2012/13         | VVV-Venlo            | Eredivisie      | 18         | 0          | 1     | 0     | 0              | 0              | 2      | 0      | 21     | 0      |
| Club totaal     | Club totaal          | Club totaal     | 35         | 0          | 1     | 0     | 0              | 0              | 6      | 0      | 42     | 0      |
| 2013/14         | N.E.C.               | Eredivisie      | 20         | 0          | 3     | 0     | 0              | 0              | 2      | 0      | 25     | 0      |
| 2014/15         | N.E.C.               | Eerste divisie  | 32         | 0          | 3     | 0     | 0              | 0              | 0      | 0      | 35     | 0      |
| 2015/16         | N.E.C.               | Eredivisie      | 5          | 0          | 0     | 0     | 0              | 0              | 0      | 0      | 5      | 0      |
| 2016/17         | N.E.C.               | Eredivisie      | 1          | 0          | 0     | 0     | 0              | 0              | 0      | 0      | 1      | 0      |
| Club totaal     | Club totaal          | Club totaal     | 207        | 0          | 23    | 0     | 2              | 0              | 6      | 0      | 238    | 0      |
| Carrière totaal | Carrière totaal      | Carrière totaal | 357        | 2          | 31    | 0     | 21             | 0              | 17     | 0      | 426    | 2      |

Bijgewerkt tot 10 december 2016

## Erelijst
N.E.C.
- Kampioen Eerste divisie

2014/15